# Broglie
Broglie [broˈgli] ist eine französische Gemeinde mit 1035 Einwohnern (Stand 1. Januar 2022) im Département Eure in der Region Normandie. 

## Geografie
Die Gemeinde Broglie liegt im Norden des Pays d’Ouche im Tal der Charentonne, die über die Risle in die Seine fließt. Broglie liegt etwa zehn Kilometer von Bernay und etwa fünfzig Kilometer von Évreux entfernt.

## Geschichte
Bis 1742 trug die Gemeinde den Namen Chambrais.
Broglie ist keltischen Ursprungs und lag in gallo-römischer Zeit (52 v. Chr. bis 486 n. Chr.) an der Kreuzung der Römerstraßen des Salz- und Eisenhandels.
Nach der normannischen Invasion war die Ortschaft im Besitz der Herzöge der Normandie. Im Jahre 1071 schenkte Wilhelm der Eroberer (1027/28–1087) Henri de Ferrières († 1093–1100) das Lehen Chambrais. Die Familie Ferrières blieb bis zum 16. Jahrhundert im Besitz des Lehens.
1716 gelangte die Ortschaft in den Besitz der Familie Broglie aus dem Piemont. 1742 wurde sie zu einem Herzogtum erhoben und zu Ehren des Herzogs François-Marie de Broglie (1671–1745) in Broglie umbenannt. Während der Französischen Revolution (1789–1799) wurde die Umbenennung rückgängig gemacht. 1793 erhielt Broglie als Chambray den Status einer Gemeinde und 1801 als Chambrois das Recht auf kommunale Selbstverwaltung. Erst seit 1814 heißt der Ort wieder Broglie. 1845 wurde die ehemalige Gemeinde Saint-Vincent-la-Rivière eingemeindet.
| Jahr      | 1962 | 1968 | 1975 | 1982 | 1990 | 2007 | 2016 |
| --------- | ---- | ---- | ---- | ---- | ---- | ---- | ---- |
| Einwohner | 1045 | 1051 | 1132 | 1126 | 1168 | 1113 | 1076 |

## Sehenswürdigkeiten

### Gärten und Naturdenkmale
Das Tal der Charentonne und der Guiel ist bei Broglie als Site Inscrit (Naturdenkmal) eingestuft. Der Landschaftsarchitekt Denis Comont legte in einer Schleife der Charentonne einen „Wassergarten“ an, den Jardin aquatique de Broglie. Der Garten beherbergt über 12000 Wasserpflanzenarten, darunter Gunnera mexicana, Sumpf-Schwertlilien, Japanische Prachtspiere, Funkien, Ziesten, Storchschnäbel, Schaublätter, Rhabarber, Hahnenfußgewächse, Lobelien, Röhricht, Binsengewächse und Bambus.

### Bauwerke

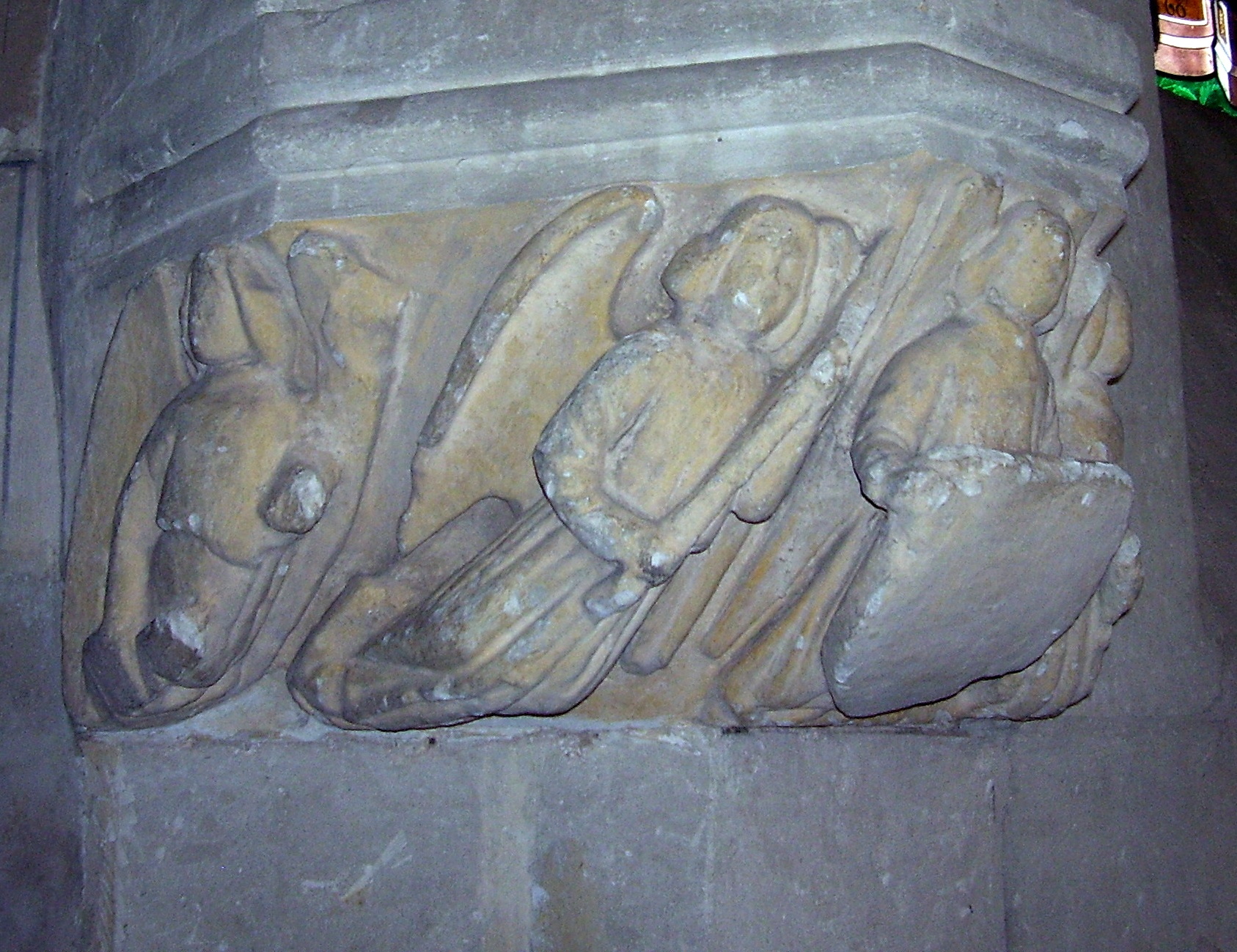
Engelskulpturen an einer Säule in der Kirche Saint-Martin

Die Kirche Saint-Martin wurde im zweiten Teil des 11. Jahrhunderts unter Henri II. de Ferrières gebaut. Der Südteil wurde im 15. Jahrhundert durch Jean IV. de Ferrières errichtet. Die Kirche wurde 1862 als Monument historique (‚historisches Denkmal‘) eingestuft. Mehrere der Kirchenfenster sind ebenfalls als historisches Denkmal eingestuft, sie stammen aus dem 16. Jahrhundert und wurden 1896 restauriert. Links vom Hauptaltar hängt ein Gemälde von Georges de la Tour (1593–1652), es stellt den Heiligen Sebastian dar, der von zwei „Heiligen Frauen“ gerettet wird.
Das Schloss von Broglie stammt aus dem 11. Jahrhundert, wurde jedoch im 18. und 19. Jahrhundert umgebaut. Es wurde 1972 in das Zusatzverzeichnis der historischen Denkmale eingetragen und befindet sich bis heute im Besitz der Herzöge von Broglie.
An der D170 zwischen Broglie und Courteilles steht die ehemalige Kirche Saint-Vincent von Saint-Vincent-la-Rivière, deren Inneres von dem Gastwirt und Sonntagsmaler Irial Vets nach dem Vorbild Michelangelos Fresken der Sixtinischen Kapelle im Vatikan ausgemalt wurde. Sie wurde nach der Vereinigung der Gemeinden verkauft, Teile des Mobiliars befinden sich in der Kirche Saint-Martin. Sie wird heute als private Kapelle genutzt.

## Wirtschaft
Auf dem Gemeindegebiet gelten kontrollierte Herkunftsbezeichnungen (AOC) für Pont-l’Évêque-Käse, Calvados und Pommeau (Pommeau de Normandie) sowie geschützte geographische Angaben (IGP) für Schweinefleisch (Porc de Normandie), Geflügel (Volailles de Normandie) und Cidre (Cidre de Normandie und Cidre normand).

## Persönlichkeiten

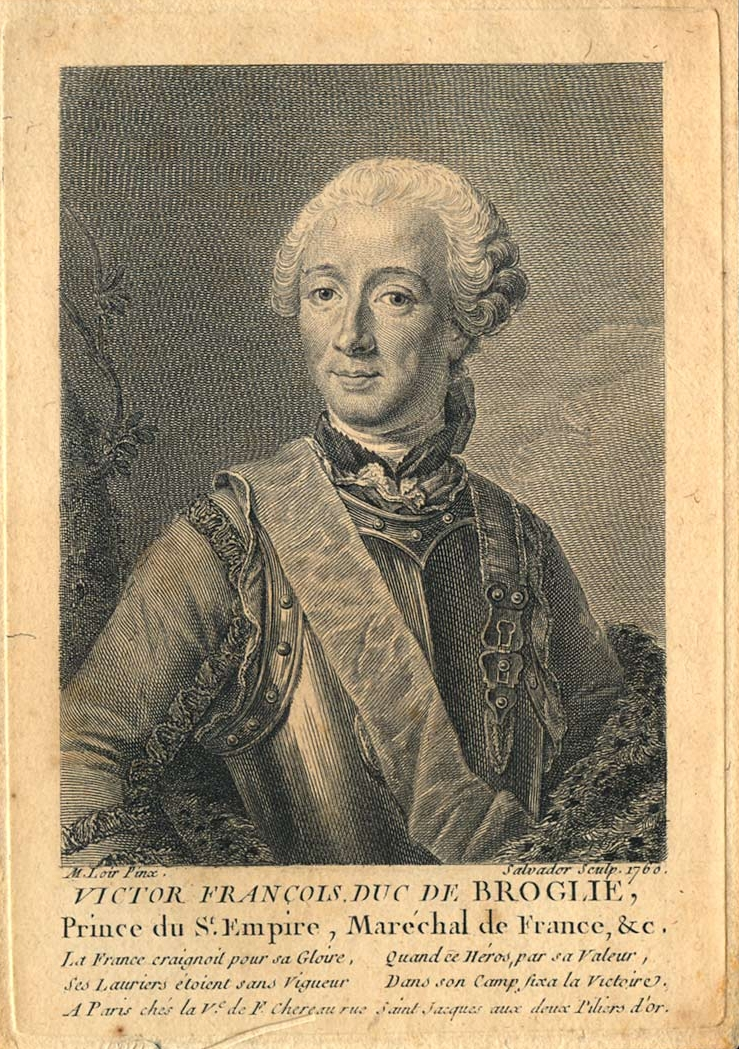
Victor-François de Broglie 1760

- Simon Arnauld de Pomponne (1618–1699), Minister von Ludwig XIV., nahm den Aufbau des Schlosses wieder auf.
- Victor-François de Broglie (1718–1804), Heerführer und Staatsmann, Marschall von Frankreich.
- Augustin Jean Fresnel (1788–1827), Physiker.[3] Sein Onkel Léonor Mérimée, der Vater von Prosper Mérimée (1803–1870), wurde ebenfalls in Broglie geboren, er war ein Maler.[11]